# قتل عام کنیسه «نیوه شالوم»

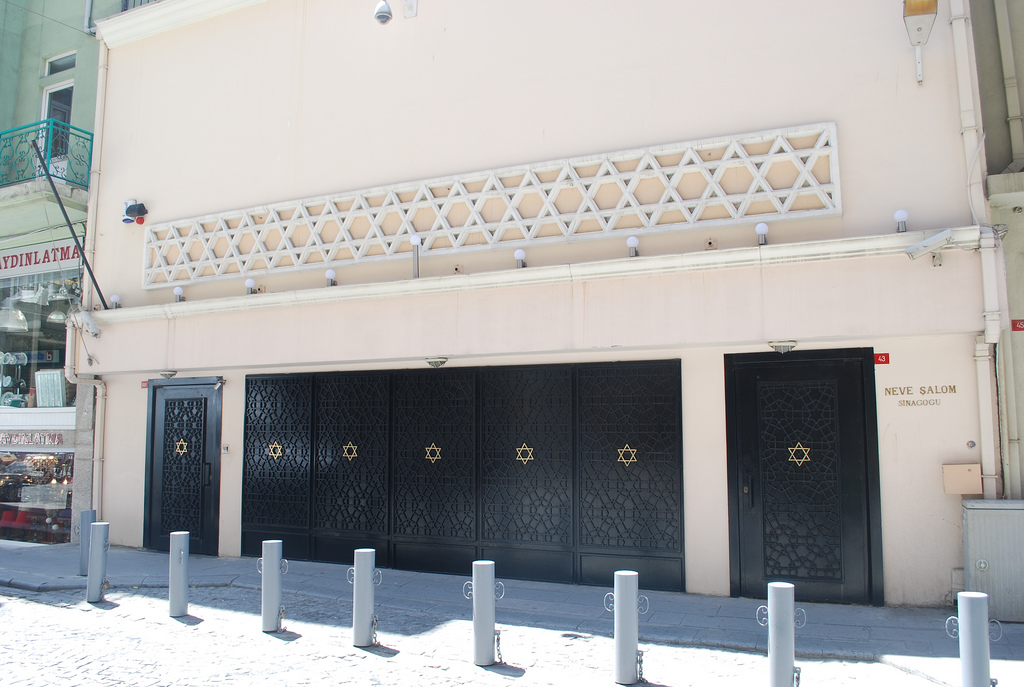
کنیسه «نیوه شالوم» در استانبول

قتل عام کنیسه «نیوه شالوم» در ۶ سپتامبر ۱۹۸۶ رخ داد، زمانی که گروهی از تروریست‌های مظنون به سازمان ابونضال ۲۲ نفر از عبادت‌کنندگان را در داخل کنیسه «نیوه شالوم» در استانبول، ترکیه کشتند.

## پیش‌زمینه
کنیسه «نیوه شالوم» یک کنیسه سفاردی در منطقه بی‌اوغلو استانبول است. این کنیسه برای تعمیرات بسته شده بود و در صبح روز شبات در ۶ سپتامبر ۱۹۸۶ بازگشایی شد.

## حمله
حدود ساعت ۹:۱۷ صبح روز ۶ سپتامبر ۱۹۸۶ در طول نماز شبات، هنگامی که عبادت‌کنندگان در حال قرائت پاراشای شبات بودند، دو تروریست وارد بخش مردان در کنیسه شدند و با سلاح های خودکار  و با مسلسل به سمت نمازگزاران شلیک کردند. سپس اجساد کشته‌شدگان و مجروحان را با بنزین آغشته کردند و آن را آتش زدند. شاهدان گفتند که شنیدند مهاجمان به زبان عربی با یکدیگر صحبت می‌کردند. 
مهاجمان وقتی دیدند پلیس در حال آمدن به محل است نارنجک‌های «بسیار قدرتمند» را بیرون آوردند و خود را منفجر کردند، به طوری که بدن‌هایشان به شدت متلاشی شد و محققان نتوانستند هویت آن‌ها را شناسایی کنند.  نارنجک‌ها آتشی در ساختمان به راه انداختند که چندین ساعت ادامه داشت. 
مهاجمان با تظاهر به اینکه فیلمبرداران تلویزیونی هستند که برای پوشش این رویداد برای تلویزیون اسرائیل مأمور شده‌اند، وارد شدند. یکی از آن‌ها با نگهبان به زبان عبری صحبت کرد.
در پایان کشتار، ۲۲ نفر کشته شدند. قربانیان بین ۳۰ تا ۸۲ سال سن داشتند.  سه نفر از کشته‌شدگان یهودیان ایرانی بودند، از جمله یک خاخام متولد ایران. حدود دو دوجین نفر زخمی شدند، از جمله چهار زن که در گالری زنان توسط ترکش‌ها مجروح شدند. تعداد کشته‌ها بیشتر می‌شد اگر مراسم بار میتصوا که برای آن صبح برنامه‌ریزی شده بود، لغو نمی‌شد.

## پیامد
دو گروه لبنانی که قبلاً ناشناخته بودند، هر دو به طور جداگانه مسئولیت کشتار را بر عهده گرفتند، اما اصالت این ادعاها مورد تردید قرار گرفته است. سازمان فلسطینی «ابو نضال»، اگرچه هرگز مسئولیت را بر عهده نگرفت، اما به طور گسترده‌ای مظنون به انجام این حمله بود که مهر این گروه را داشت. پلیس ترکیه مظنون بود که تیراندازی توسط «ابو نضال» انجام شده است اما با کمک گروه‌های دیگر، که معتقد بود احتمالاً ایران، لیبی و سوریه بودند.
همه قربانیان در گورستان یهودیان اشکنازی اولوس به خاک سپرده شدند.

## واکنش‌ها
کشتار «نیوه شالوم» به طور گسترده‌ای در ترکیه و بین‌المللی محکوم شد. کابینه ترکیه به دستور نخست‌وزیر تورگوت اوزال جلسه ویژه‌ای ترتیب داد که این حادثه را به عنوان «حمله شنیع» و «نفرت‌انگیز» توصیف کرد. 
کنیسه‌ها و مؤسسات یهودی با ترس از حمله دیگری تحت امنیت شدید قرار گرفتند. رئیس‌جمهور ایالات متحده رونالد ریگان نامه‌ای به جامعه یهودی استانبول نوشت و به شدت این کشتار را محکوم کرد.
نخست‌وزیر اسرائیل شیمون پرز این حمله را «وحشیانه» محکوم کرد و قول داد «"تا زمانی که این دست قاتل را قطع نکنیم، آرام نخواهیم گرفت». معاون مرکز سیمون ویزنتال، آبراهام کوپر، گفت که این کشتار «تصاویر و وحشیگری هولوکاست را دوباره زنده کرد».